# Заречье (Судововишнянская городская община)
Заречье (укр. Заріччя) — село в Судововишнянской городской общине Яворовского района Львовской области Украины.
Население по переписи 2023 годасоставляло 50 человек. Население по переписи 2001 года составляло 99 человек. Занимает площадь 0,195 км². Почтовый индекс — 81341. Телефонный код — 3234.